# Barcelona Open Banc Sabadell 2022
Barcelona Open Banc Sabadell 2022 — тенісний турнір, що проходив на ґрунтових кортах у місті Барселона (Іспанія) з 18 по 24 квітня. Належав до категорії ATP 500, був турніром серії Відкритий чемпіонат Барселони з тенісу 2022 року.

## Фінальна частина

### Одиночний розряд
Карлос Алькарас —  Пабло Карреньо Буста 6–3, 6–2

### Парний розряд
Кевін Кравіц /  Андреас Міс —  Веслі Колгоф /  Ніл Скупскі 6–7(3–7), 7–6(7–5), [10–6]